# Папская базилика

Намёт герба Святого Престола

Папская базилика (лат. basilica pontificia) — в католицизме титул для базилик, которые непосредственно подчиняются папе римскому.
Существует 12 папских базилик (если не вдаваться в тонкости различия терминов лат. basiliche papali, лат. basiliche patriarcali и лат. basiliche pontificie):
- Церковь Сан-Франческо в Ассизи
- Сан-Лоренцо-фуори-ле-Мура
- Церковь Девы Марии святого Розария
- Базилика Сан-Мигель
- Базилика Святого Николая
- Базилика Святого Антония
- Дом Богородицы (Лорето)
- Санта-Мария-дельи-Анджели (Ассизи)

Великие базилики:
- Латеранская базилика
- Собор Святого Петра
- Сан-Паоло-фуори-ле-Мура
- Санта-Мария-Маджоре

В итальянском понимании термина лат. basiliche papali к папским базиликам относятся 4 Великих базилики Рима и 2 базилики в Ассизи.